# أنتوني آشلي بيفان
أنتوني آشلي بِيفان ( 1275 - 1353 ه‍ـ / 1859 - 1933 م ) هو مستشرق و عالم بالكتاب المقدس إنكليزي ، اشتهر بتحقيقه لـ «شرح نقائض جرير والفرزدق».
تتلمذ على وليم رايت. كان يتقن اللغة العربية والفارسية و السريانية. توفي في كمبردج.